# Robertet (Unternehmen)
Robertet ist ein französischer Duftstoff- und Aromenhersteller mit Sitz in Grasse. Das börsennotierte Unternehmen mit Fokus auf der Verarbeitung natürlicher Rohstoffe ist Teil des französischen Aktienindex CAC Small. Die relative Mehrheit der Unternehmensanteile befindet sich im Besitz der Familie Maubert.
Produktionsstandorte des Unternehmens befinden sich in Frankreich, dem Vereinigten Königreich, Indien, Singapur, China, Japan, Brasilien, Kolumbien, Mexiko und den Vereinigten Staaten.
Das Unternehmen wurde 1850 von François Chauve gegründet. Dieser stellte schnell seinen Neffen, den Parfümeur und Destillateur Jean-Baptiste Maubert, ein. 25 Jahre später, 1875, übernahm Paul Robertet das Unternehmen und benannte es nach seinem Namen um. Trotz der Übernahme verblieb Maubert im Unternehmen. Robertets Erfolge in der Duftstoffherstellung wurden auf der Weltausstellung Paris 1900 mit einer Gold-Medaille ausgezeichnet. Im Jahr 1923 übernahm Maurice Maubert, Sohn von Jean-Baptiste Maubert, die Geschäftsleitung.